# Scopelophila duthiei
Scopelophila duthiei là một loài Rêu trong họ Pottiaceae. Loài này được (Müll. Hal.) Brühl miêu tả khoa học đầu tiên năm 1931.